# Bryan Cabezas
Bryan Cabezas (sinh ngày 20 tháng 3 năm 1997 ở Quevedo, Ecuador) là cầu thủ bóng đá người Ecuador đang thi đấu cho Atalanta của Serie A ở Ý.

## Sự nghiệp quốc tế
Anh ấy được gọi lên đội tuyển Ecuador để thi đấu vòng loại FIFA World Cup 2018 trước Brazil vào tháng 9 năm 2016. Anh ấy thi bắt đầu thi đấu cho đội tuyển Ecuador vào ngày 22 tháng 2 năm 2017 trong trận đấu trước Honduras.